# .357 SIG

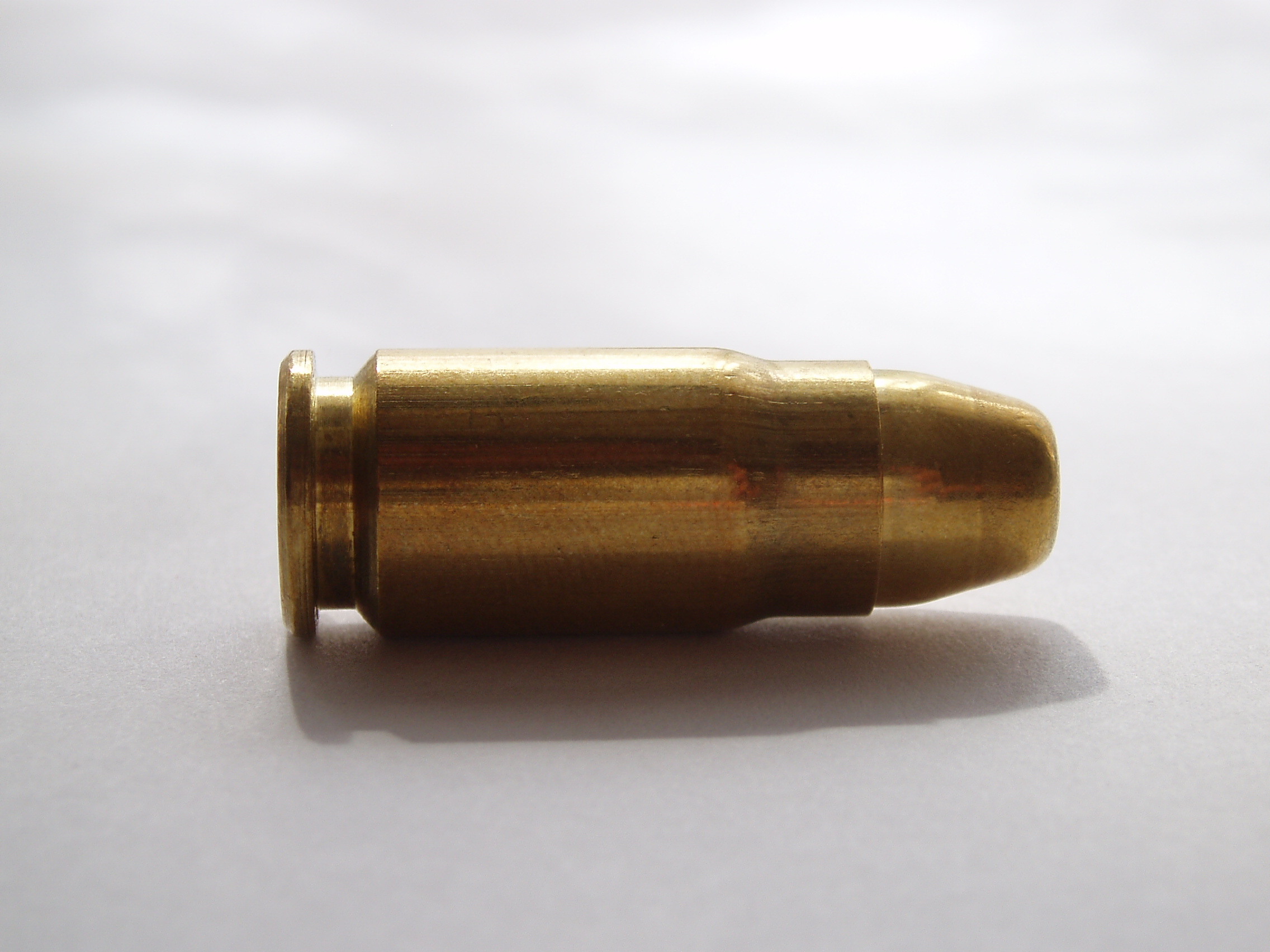
.357 SIG 풀메탈 재킷 탄약

.357 SIG (SAAMI에서 357 Sig로 지정 및 C.I.P.에서 357 SIG로 지정 또는 공식 미터 표기법으로 9×22mm)는 스위스-독일 화기 제조업체인 지크자우어가 탄약 제조업체 페더럴 프리미엄과 협력하여 개발한 보틀넥형 림리스 센터파이어 권총탄이다. 이 탄약은 여러 법집행기관에서 사용된다.

## 역사
.357 SIG는 .40 스미스 & 웨슨 탄피를 넥다운하여 만든 것으로, 10mm 오토에서 사용되는 대형 권총 프라이머 대신 .40 S&W, .38 스페셜, 9mm 등 여러 일반적인 자기 방어용 탄약에 사용되는 소형 권총 프라이머를 채택했다. 사격 경기에서 사용되는 특수 와일드캣 탄약(예: 10mm 오토 탄피를 9mm 탄두에 맞게 넥다운한 9×25mm 딜런)을 제외하고, .357 SIG는 윈체스터의 현재는 단종된 .256 윈체스터 매그넘(.357 매그넘을 기반으로 한 .257 구경 탄약)이 1961년에 출시된 이후 상업적으로 사용 가능하게 된 최초의 현대적인 보틀넥형 권총탄이었다. 같은 해 말, 레밍턴과 스미스 & 웨슨은 유사한 탄약을 공동 개발하기 시작했으며, 그 해가 끝나기 전에 .22 구경 탄두를 수용하기 위해 .357 매그넘 탄피를 넥다운한 .22 레밍턴 제트를 출시했다.
뛰어난 탄도 및 성능에도 불구하고, .357 SIG는 유사한 탄약에서 볼 수 있는 광범위한 채택을 달성하지 못했다. 이 탄약이 더 큰 인기를 얻지 못한 한 가지 요인은 탄약 비용일 수 있으며, 이는 종종 9mm, .40 S&W 또는 .45 ACP 탄약 비용의 두 배에 달한다. 이와 같은 비용 및 가용성 문제로 인해, 이전에 이 탄약을 채택했던 일부 법 집행 기관들은 유사한 성능을 가진 더 일반적인 탄약으로 .357 SIG에서 전환하기 시작한 것으로 보고되었다.

## 탄약 크기
.357 SIG는 1.27 ml (19.5 그레인 H2O)의 탄피 용량을 가지고 있다.
.357 SIG 최대 C.I.P. 탄약 크기. 모든 크기는 밀리미터 단위이다.
몇몇 출처에서 .357 SIG의 헤드스페이스에 대해 상반되는 정보를 발표했다. 이는 이 탄약이 원래 .357 (9.02 mm) 구경 탄약으로 설계되었으나, 빠르게 .355 (9 mm) 탄두에 맞게 개조되었기 때문이다. C.I.P. (Commission Internationale Permanente Pour L'Epreuve Des Armes A Feu Portatives)의 2008년 개정 문서에 따르면, .357 SIG는 탄피 입구(H2)에 헤드스페이스된다. 일부 미국 출처는 이 표준과 상충된다. 그러나 ANSI/SAAMI 미국 국가 표준의 탄약 및 약실 도면 또한 탄피 입구에 헤드스페이스되는 것을 명확하게 보여준다. 마찬가지로, 미국 재장전 공급업체인 라이먼은 .357 SIG가 탄피 입구에 헤드스페이스된다고 발표했다.
C.I.P. 규정에 따르면 .357 SIG 탄피는 최대 305 MPa (44,236 psi)의 피에조 압력을 견딜 수 있다. C.I.P. 규제 국가에서는 모든 권총 탄약 조합이 소비자에게 판매될 수 있도록 이 최대 C.I.P. 압력의 130%로 프루프되어야 한다.
.357 SIG에 대한 SAAMI 압력 제한은 275.80 MPa (40,000 psi) 피에조 압력으로 설정되어 있다.

## 변환

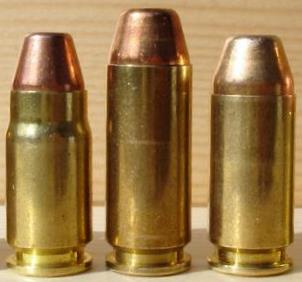
왼쪽부터: .357 SIG, 10mm 오토, .40 S&W

.357 SIG 탄약은 10mm 탄피를 넥다운하여 0.355-인치 (9.0 mm) 탄두를 수용하도록 만들어졌지만, .40 S&W보다 총 0.009 in (0.23 mm)에서 0.020 in (0.51 mm) 더 길다. 대부분의 .40 S&W 피스톨은 총열 교체로 .357 SIG로 변환할 수 있지만, 때로는 리코일 스프링도 교체해야 한다. 특히 강한 리코일 스프링을 가진 피스톨은 총열 교체만으로도 두 탄약을 모두 사용할 수 있다. 대부분의 피스톨에서 탄창은 두 탄약 간에 자유롭게 호환된다. .357 SIG 총열 키트는 이 탄약이 권총 소유자들 사이에서 인기를 얻는 데 기여했다.

## 성능
아래 표는 몇 가지 .357 SIG 탄약의 일반적인 성능 파라미터를 보여준다. 115 to 150 그레인 (7.5 to 9.7 g) 범위의 탄두 무게가 제공되었다. 488 foot-pounds force (662 J)에서 583 foot-pounds force (790 J)에 이르는 에너지와 9 인치 (230 mm)에서 16.5 인치 (420 mm) 이상에 이르는 관통 깊이가 다양한 용도 및 위험 평가를 위해 제공된다. 언더우드는 현재 2,100 fps의 총구 속도, 636 ft. lbs.의 총구 에너지, 17.5인치의 관통 깊이를 가진 표준 압력 65 gr .357 SIG Xtreme Defender (XD) 탄약도 제공한다.
| 제조업체   | 장전량       | 질량           | 속도                   | 에너지               | 확장              | 관통               | PC                   | TSC                           |
| ---------- | ------------ | -------------- | ---------------------- | -------------------- | ----------------- | ------------------ | -------------------- | ----------------------------- |
| Triton     | Quik-Shok    | 115 gr (7.5 g) | 1,425 ft/s (434.3 m/s) | 518 ft·lbf (702.3 J) | 파편              | 9.0 in (228.6 mm)  | 4.1 cu in (67.2 cm3) | 43.2 cu in (707.9 cm3) (추정) |
| Winchester | Ranger T     | 125 gr (8.1 g) | 1,385 ft/s (422.1 m/s) | 532 ft·lbf (721.3 J) | 0.75 in (19.1 mm) | 11.5 in (292.1 mm) | 5.1 cu in (83.6 cm3) | 45.0 cu in (737.4 cm3) (추정) |
| Federal    | Premium JHP  | 125 gr (8.1 g) | 1,430 ft/s (435.9 m/s) | 568 ft·lbf (770.1 J) | 0.62 in (15.7 mm) | 12.7 in (322.6 mm) | 3.8 cu in (62.3 cm3) | 49.5 cu in (811.2 cm3) (추정) |
| Speer      | Gold Dot JHP | 125 gr (8.1 g) | 1,385 ft/s (422.1 m/s) | 532 ft·lbf (721.3 J) | 0.68 in (17.3 mm) | 16.5 in (419.1 mm) | 6.0 cu in (98.3 cm3) | 45.0 cu in (737.4 cm3) (추정) |
| Remington  | JHP          | 125 gr (8.1 g) | 1,350 ft/s (411.5 m/s) | 506 ft·lbf (686.0 J) | 0.57 in (14.5 mm) | 14.3 in (363.2 mm) | 3.6 cu in (59.0 cm3) | 41.7 cu in (683.3 cm3) (추정) |
| Federal    | Premium JHP  | 150 gr (9.7 g) | 1,210 ft/s (368.8 m/s) | 488 ft·lbf (661.6 J) | 0.60 in (15.2 mm) | 15.0 in (381.0 mm) | 4.2 cu in (68.8 cm3) | 39.4 cu in (645.7 cm3) (추정) |
| Underwood  | Gold Dot JHP | 125 gr (8.1 g) | 1,450 ft/s (442.0 m/s) | 583 ft·lbf (790.4 J) | 0.75 in (19.1 mm) | 16.5 in (419.1 mm) | 6.0 cu in (98.3 cm3) | 45.0 cu in (737.4 cm3) (추정) |

표 설명:
- 확장 - 확장된 탄두 직경 (탄도 젤라틴).
- 관통 - 관통 깊이 (탄도 젤라틴).
- PC - 영구 공동 부피 (탄도 젤라틴, FBI 방식).
- TSC - 일시적 스트레치 공동 부피 (탄도 젤라틴).

권총탄으로서는 상대적으로 높은 속도 때문에 .357 SIG는 비정상적으로 평평한 탄도를 가지고 있어 유효 사거리가 길다. 그러나 125 그레인 (8.1 g)보다 무거운 탄두로는 .357 매그넘의 성능에 미치지 못한다. 이러한 일반적인 성능상의 약간의 단점을 상쇄하는 것은 반자동 권총이 리볼버보다 훨씬 많은 탄약을 휴대할 수 있다는 점이다.
버지니아 주 경찰은 이전 147 그레인 9mm 근무 탄약이 동물을 무력화시키는 데 여러 발이 필요했던 반면, 공격적인 개들이 단 한 발의 총격으로 그 자리에서 쓰러졌다고 보고했다. 수압 충격 이론의 지지자들은 .357 SIG의 사용 가능한 에너지가 잘 설계된 탄두로 수압 충격을 전달하기에 충분하다고 주장한다. 사용자들은 ".357 SIG 탄약의 저지력에 정말 깊은 인상을 받았다"고 언급했다.
.357 SIG 탄약의 보틀넥 모양은 급탄 문제를 거의 없게 만든다.
Accurate Powder 재장전 매뉴얼은 이 탄약이 "우리가 작업했던 권총 탄약 중 가장 탄도적으로 일관된 탄약임이 틀림없다"고 주장한다.

## 구현

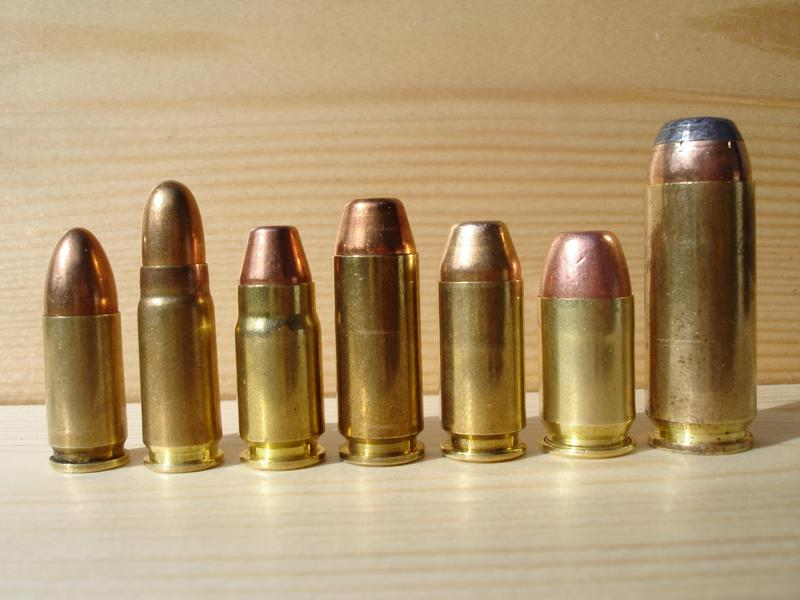
왼쪽부터: 9mm, 7.62 × 25 mm 토카레프, .357 SIG, 10mm 오토, .40 S&W, .45 GAP, .50 AE

1994년 지그는 P229 피스톨을 출시했는데, 이는 .357 SIG를 장착한 최초의 생산 권총으로, 이 탄약의 더 높은 압력을 처리하도록 특별히 설계되었다.
그러나 2013년 텍사스 공안국(Texas DPS)은 .357 SIG 권총을 9mm 권총으로 교체하기로 결정했다. 더 가벼운 총에 더 많은 탄약을 휴대할 수 있다는 점(9mm 대 .357 SIG)이 변경의 이유 중 하나였다. 그러나 A-2014 기수(새로운 S&W M&P 9mm 폴리머 권총으로 훈련한 첫 기수)의 훈련생들이 이 무기로 수많은 오작동을 경험한 후 이러한 전환은 중단되었다.
.357 SIG를 사용하는 최신 지크자우어 P229는 다음 국가 및 주 법집행기관의 요원 및 경찰관이 채택했다.
- 연방 항공보안관[3]
- 델라웨어 주 경찰[3][24]
- 텍사스 레인저 디비전[25]
- 버지니아 주 경찰[3]
- 리치먼드 경찰국 (버지니아)
- 로드아일랜드 주 경찰[3]
- 2019년 이전의 미국 비밀경호국[3]

## 같이 보기
- 화기 목록
- 권총탄 목록
- 권총 및 소총 탄약표
- 9×25mm 마우저 – 같은 파워 범위의 더 길지만 얇은 9mm 탄약
- 5.56×21mm PINDAD
- .357 슈퍼매그넘
- .357 레밍턴 맥시멈
- .429 DE (유사한 개념: .50 액션 익스프레스 탄약을 .429 구경으로 넥다운)
- 9×25mm 딜런 (유사한 개념: 10mm 오토 탄약을 9mm 구경으로 넥다운)
- .22 TCM (유사한 개념: 9mm 직경 탄피를 .22 구경으로 넥다운)